# Studio One
Studio One és un segell discogràfic i estudi de gravació de Jamaica. Ha estat qualificat com «el Motown de Jamaica». Va ser un dels escenaris principals de la majoria dels moviments musicals a Jamaica durant els anys 1960 i 1970, incloent l'ska, el rocksteady, el reggae, el dub i el dancehall.

## Història
Studio One va ser fundadt per Clement «Coxsone» Dodd el 1954, i els primers enregistraments es van realitzar el 1963 a Brentford Road, Kingston. Entre els seus primers discos, Easy Snappin de Theophilus Beckford, amb Clue J & His Blues Blasters, i This Man is Back del trombonista Don Drummond. Dodd havia produït anteriorment música en altres segells com World Disc, i havia dirigit Sir Coxsone the Downbeat, un dels sound system més grans i amb més reputació dels guetos de Kingston.
A principis dels anys 1960, un dels grups musicals que oferien acompanyament als cantants jamaicans eren The Skatalites (1964-65), els membres del qual, Roland Alphonso, Don Drummond, Tommy McCook, Jackie Mittoo, Lester Sterling i Lloyd Brevett, van ser reclutats per Dodd de l'escena jazzística de Kingston. The Skatalites es van separar el 1965 després que Drummond fos empresonat per assassinat i Dodd va formar una nova banda de músics, els Soul Brothers (1965-66), més tard anomenats Soul Vendors (1967) i Sound Dimension (1967-). Del 1965 al 1968 van tocar de 9 a 17 hores, 5 dies a la setmana, 12 ritmes al dia (uns 60 ritmes a la setmana). Brian Atkinson al baix, Hux Brown i Harry Haughton a la guitarra, Joe Isaacs a la bateria (1966–1968), Denzel Laing a la percussió, Roland Alphonso, Dennis «Ska» Campbell, Bobby Ellis i Lester Sterling als vents, Headley Bennett, Ernest Ranglin, Vin Gordon i Leroy Sibbles, formaven part de la formació d'estudi dirigida per Jackie Mittoo a Studio One del 1966-1968.
Del 1965-1968, durant les hores nocturnes a l'Studio One, cantants com Bob Marley, Burning Spear, The Heptones, The Ethiopians, Ken Boothe, Rita Marley, Marcia Griffiths, Judy Mowatt, Alton Ellis, Delroy Wilson, Bunny Wailer i Johnny Nash, cantaren les lletres dels temes originals gravats pels Soul Brothers cada dia, cançons com «Real Rock» (de Sound Dimension), «Heavy Rock», «Jamaica Underground», «Wakie Wakie», «Lemon Tree», «Hot Shot», «I'm Still In Love With You», «Dancing Mood» i «Creation Rebel».
Jackie Mittoo, Joe Isaacs i Brian Atkinson van deixar Studio One el 1968, van gravar la bateria i el baix dels grans èxits de Desmond Dekker i Toots Hibbert en altres estudis de Kingston i es van traslladar al Canadà. Hux Brown es va quedar a Jamaica per a gravar la banda sonora The Harder They Come, The Harder They Fall, i va fer una gira per Nigèria amb Toots and The Maytals i Fela Kuti. Soul Brothers (també coneguts com a Sound Dimension) van constituir els fonaments de la música reggae a finals dels anys 1960, essent versionada temps després durant dècades per músics com Shaggy, Sean Paul, Snoop Lion, The Clash, String Cheese Incident, UB40, Sublime i infinitat de bandes que intenten emular el so original rockteady de l'Studio One de Coxsone. La discogràfica i l'estudi de gravació es van tancar quan Dodd es va traslladar a Nova York als anys 1980.